# ФК Розова долина (Казанлък)
Розова долина е футболен клуб от град Казанлък, който участва в Югоизточната Трета лига. Играе домакинските си мачове на стадион „Севтополис“, който е с капацитет 10 000 места.

## Успехи
- 11 място в Държавното първенство през 1935 г.
- 15 място в А група през 1983 г.
- 1/8-финали за Купата на България през 1939, 1965, 1982, 1986 (неофициалния турнир за КСА), 1987, 1992 г.
- Купата на АФЛ през 2021 г.

## История
„Розова долина“ се счита за наследник на ДВФ (Държавна военна фабрика), съществувал от 1928 до 1947 г.
От 1947 до 1949 г. тимът носи името „Розова долина“, от 1949 до 1957 г. играе като „Торпедо“ и от 1957 г. е с името „Розова долина“. Всичко това е проучено от архивни документи и описано в книгата „История на футбола в Казанлък“ с автори Петър Сотиров и Георги Стоянов.

## Известни футболисти
- Атанас Заров (1960)
- Спиро Дебърски (р. 1933)
- Йордан Филипов (1946 – 1996)
- Тодор Атанасов – Барона (р. 1954)
- Илия Величков
- Христо Попов – рекордьор с 336 мача
- Кънчо Кашеров (р. 1956)
- Кънчо Кънев – Дупката (р. 1958)
- Ради Радев (р. 1966)
- Димитър Сивов (р. 1969)
- Димитър Иванов (р. 1970)
- Йонко Неделчев (р. 1974)
- Даниел Христов (р. 1975)
- Антон Спасов (р. 1975)
- Тодор Янчев (р. 1976)
- Георги Димитров (р.1960)
- Иван Колев
- Николай Николов
- Иво Иванов (р.1985)
- Станимир Димитров (р.1972)
- Александър Стоянов. (р.1974)
- Христо Янев